# Broch de Gurness
El broch de Gurness (Broch of Gurness) és un broch, una fortificació antiga escocesa, construït entre 200 i 100 aC a les Illes Òrcades a uns 24 km al nord-oest de Kirkwall.

## Descripció
S'elevava a l'origen a 8 metres d'alçària. L'entrada s'obre a la sala principal, on es troba la llar rectangular. El doble mur de pedra seca li garanteix solidesa i estabilitat: les dues parets separades per un buit són enllaçades a intervals regulars per gruixudes pedres. Entre les dues espessors del mur, hi ha condicionades petites cel·les i una escala de cargol de pedra que porta al pis superior i després a la teulada. A la sala subterrània, a la qual s'accedeix per graons de pedra, hi ha una reserva d'aigua de font.
Hi ha petites cambres preparades al voltant del broch, en què es descobreix l'agençament interior: emplaçament de la llar central, prestatges condicionats als murs de pedra... El poble, que albergava una quarantena de famílies, està envoltat de tres fossats defensius alternant amb tres talussos.
La seva situació és estratègica: els vaixells que passaven per l'Eynhallow Sound, braç de mar entre Gurness i les illes de Rousay, Wyre i Eynhallow, no podien passar desapercebuts. Els pictes, en principi, i després els vikings, van emprar aquest indret: les recerques, posant al dia una casa picta (Shamrock House) i nombrosos objectes vikings que es troben avui al Museu de Tankerness House, a Kirkwall.
Aquí es van trobar peces d'una àmfora romana que dataven abans de l'any 60 dC, donant pes al registre que un "rei de les Òrcades" va presentar a l'emperador Claudi a Colchester l'any 43 dC.